# Ferdinand Max von Sprinzenstein
Ferdinand Max Graf und Herr von und zu Sprinzenstein, vollständig Ferdinand Maximilian Graf und Herr von und zu Sprinzenstein (* 1625; † 18. Juli 1679 in Wien) war ein österreichischer Adeliger und Landmarschall und General-Land-Oberst in Österreich unter der Enns.

## Leben
Ferdinand Max war der Sohn von Simon Hieronymus Graf von Sprinzenstein (1594–1639), Herr auf Neuhauß etc. und dessen zweiter Frau Maria Emilia (Aemiliana) Katharina Wacker von Wackenfels. Anfang 1648 wurde Ferdinand von Kaiser Ferdinand III. zum Rat und nö. Landrechtsbeisitzer angenommen. Nach 7 Jahren kam er als Ordinarius in die österreichische Regierung. Er war im Ausschuss und Raitrat der nö. Landschaft, dann auch Verordneter. Ferdinand war Obrist Hof-Vicekanzler, General Land-Obrist in Österreich, Landmarschall des Erzherzogtums Österreich unter der Enns, zuletzt Geheimer Rat. Am 7. September 1671 wurde er zum kaiserlichen Pfalz- und Hofgrafen mit dem Ehrenwort „Hoch- und Wohlgeboren“ erhoben.
Ferdinand war wirklicher Kämmerer von Leopold I., schon als dieser noch nicht regierte, und Obrist-Hofmeister der Erzherzoginnen Eleonore Josepha Maria (später polnische Königin) und Maria Anna Josepha. Das seit dem Tod des Freiherrn Johann Konrad Richthausen von Chaos vakante Erbmünzmeisteramt Österreich ob und unter der Enns ging 1682 an die Sprinzenstein und Ferdinand Max wurde Obrist-Erbmünzmeister. Als Mitglied der Fruchtbringenden Gesellschaft hatte er den Namen „der Stiftende“ (seine Pflanze war das „Scorpionskraut“).
Ferdinand Max heiratete am 8. Februar 1660 in der Kirche St. Michael in Wien (Maria) Eleonora Kurtz (* 1637; † 14. Februar 1687 Wien), Tochter von Ferdinand Sigismund Kurtz von Senftenau, Reichsvizekanzler, und Martha Barbara Elisabeth Freifrau von Muschinger, Erbtochter ihrer Eltern (auf Horn, Rosenburg etc.).
Aus der Ehe stammten die beiden Töchter Katharina Eleonora (1660–1704) – sie ehelichte Leopold Josef Graf von Lamberg, und Maria Regina (1662–1704) – ihr Gatte war Leopold Karl Graf von Hoyos; beide starben am 28. November 1704 an Kindsplattern.
Im Testament vom 21. Jänner 1671 bestimmte Ferdinand Max, dass der älteste Enkel zu seinem Namen „Sprinzenstein“ hinzufügen und die ganzen Güter erben sollte. Sein Enkel Karl Josef Franz Graf Lamberg (1686–1743) nannte sich dann Graf Lamberg-Sprinzenstein. Nach Aussterben der Linie „Lamberg-Sprinzenstein“ gingen der Fideicommiss 1831 an Johann Ernst Graf von Hoyos (1779–1849), worauf dieser die Linie der „Hoyos-Sprinzenstein“ gründete, welche bis heute besteht.

## Besitz und Lehen
Ferdinand Maximilian Graf zu Sprinzenstein besaß oder hatte folgende Güter als Lehen:
- Schloss Neuhaus an der Donau
- Herrschaft und Stadt Horn,
- Schloss Drosendorf
- Schloss Waidhofen an der Thaya
- Waldreichs
- Thaya
- Weikertschlag an der Thaya, Niederedlitz (Gem. Thaya), Thumbritz, Pyhra
- Rosenburg
- Losch, Lichtenfels und Kottingbrunn